# Сковрон, Ян (военный)
Ян Сковрон (пол. Jan Skowron, род. 25 апреля 1926 года, Дуэ, Франция, ум. 12 сентября 2021 года, Варшава) — польский военный, участник движения Сопротивления во Франции, кадровый полковник Народного Войска Польского, дипломат, художник, кавалер орденов Virtuti Militari и Почётного Легиона.

## Биография
Родился во Франции в польской шахтёрской семье. Отец Анджей, мать Марианна (девичья фамилия Кубик). С августа 1943 года солдат Французских внутренних войск в северной Франции, где в звании сержанта стал командиром взвода. С июля 1944 года командир взвода в роте им. Мисака Манушяна в составе организации Вольные стрелки и партизаны.
С октября 1944 года воевал в составе 19-го (по другим данным 29-го) польского пехотного батальона 1-й французской армии Сражающейся Франции, где 12 мая 1945 года получил звание подпоручика. После победы во Франции, вместе с подразделением, до 4 ноября 1945 года вернулся в Польшу. Окончил Центр обучения пехоты, в котором учился с декабря 1945 до мая 1946, и в звании капитана был назначен командиром 1. батальона 34-го Будишинского пехотного полка. Вместе с полком принимал участие в боевых действиях против Украинской Повстанческой Армии (с мая 1946 по июль 1947).
Выпускник Высшей пехотной школы (в которой учился с марта 1948 по февраль 1949), а затем в звании майора направлен в отдел военного атташе при Генеральном Штабе Войска Польского. Затем окончил Академию Генерального Штаба и в звании подполковника был направлен работать военным атташе в Италию (1960—1964), Лаос (1970—1971) и Алжир (1978—1982).
В 1982—1986 годах полковник, начальник отдела научной военной документации и группы переводчиков Генерального Штаба.
Занимался живописью, как художник неоднократно выставлялся на личных выставках, как в Польше, так и за границей.
Умер 12 сентября 2021 года в Варшаве.

## Основные награды
- Серебряный крест ордена «Virtuti Militari»[5]
- Командорский крест ордена Возрождения Польши[5]
- Офицерский крест ордена Возрождения Польши[5]
- Кавалерский крест ордена Возрождения Польши[5]
- Орден «Крест Грюнвальда» III ст.[5]
- Крест Храбрых[5]
- Золотой Крест Заслуги[5]
- Партизанский крест[5]
- Бронзовая медаль «Заслуженным на поле Славы»[5]
- Офицер ордена Почётного легиона[7]
- Кавалер ордена Почётного легиона[5]